# Нью-Лондон (Міссурі)
Нью-Лондон (англ. New London) — місто (англ. city) в США, в окрузі Роллс штату Міссурі. Населення — 943 особи (2020).

## Географія
Нью-Лондон розташований за координатами 39°35′3″ пн. ш. 91°23′56″ зх. д. / 39.58417° пн. ш. 91.39889° зх. д. (39.584202, -91.398899).  За даними Бюро перепису населення США в 2010 році місто мало площу 1,81 км², з яких 1,80 км² — суходіл та 0,01 км² — водойми.

## Демографія
Згідно з переписом 2010 року, у місті мешкали 974 особи в 417 домогосподарствах у складі 265 родин. Густота населення становила 539 осіб/км².  Було 467 помешкань (258/км²).
Расовий склад населення:
| - 91,5 % — білих - 6,4 % — чорних або афроамериканців - 0,2 % — азіатів - 0,1 % — корінних американців |

До двох чи більше рас належало 1,8 %. Частка іспаномовних становила 0,8 % від усіх жителів.
За віковим діапазоном населення розподілялося таким чином: 25,2 % — особи молодші 18 років, 59,9 % — особи у віці 18—64 років, 14,9 % — особи у віці 65 років та старші. Медіана віку мешканця становила 39,6 року. На 100 осіб жіночої статі у місті припадало 93,6 чоловіків;  на 100 жінок у віці від 18 років та старших — 86,4 чоловіків також старших 18 років.
Середній дохід на одне домашнє господарство  становив 43 231 долар США (медіана — 38 036), а середній дохід на одну сім'ю — 47 977 доларів (медіана — 40 739). Медіана доходів становила 41 818 доларів для чоловіків та 20 081 долар для жінок. За межею бідності перебувало 29,9 % осіб, у тому числі 50,2 % дітей у віці до 18 років та 4,2 % осіб у віці 65 років та старших.
Цивільне працевлаштоване населення становило 432 особи. Основні галузі зайнятості: освіта, охорона здоров'я та соціальна допомога — 26,9 %, виробництво — 18,5 %, роздрібна торгівля — 16,2 %.